# Emile Abossolo M’bo

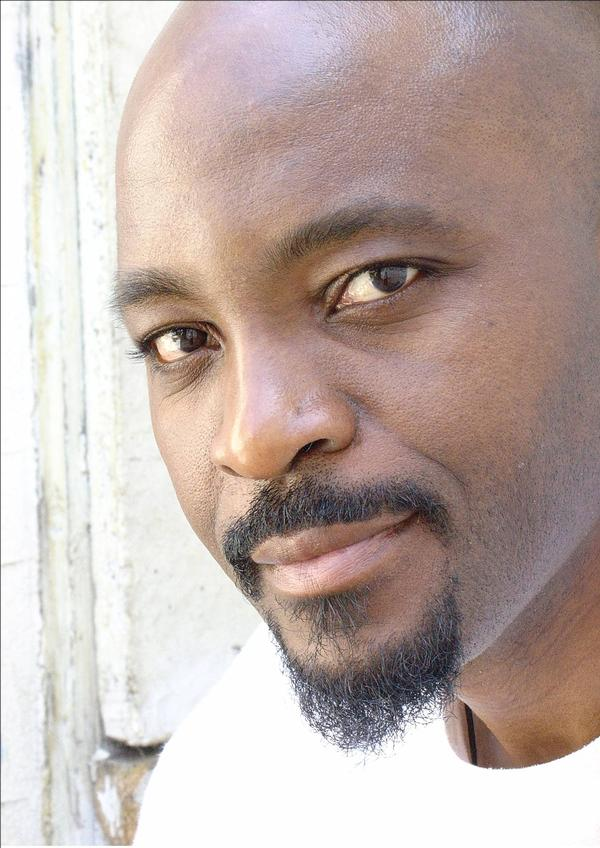
Emile Abossolo M’bo (2005)

Emile Abossolo M’bo (* 29. August 1958 in Yaoundé, Kamerun) ist ein französischer Schauspieler.

## Leben
Nachdem er sich in seiner Heimat bereits mit seiner Theatergruppe als Schauspieler etablieren konnte, zog er 1984 nach Frankreich. Er fand schnell Arbeit am Theater und spielte in größeren Aufführungen von Hamlet und Titus Andronicus mit. Er spielte 1984 einen Affen im Kostüm in Greystoke – Die Legende von Tarzan, Herr der Affen und war in den 1990er Jahren in den Fernsehserien Die Abenteuer des jungen Indiana Jones und Highlander zu sehen. Da er neben Französisch auch Englisch, Spanisch und Portugiesisch spricht, war er auch mehrfach in internationalen Produktionen zu sehen, darunter in Hitman – Jeder stirbt alleine, Kennedys Hirn und Mit innerer Überzeugung.

## Filmografie (Auswahl)
- 1984: Greystoke – Die Legende von Tarzan, Herr der Affen (Greystoke: The Legend of Tarzan, Lord of the Apes)
- 1989: Milch und Schokolade (Romuald et Juliette)
- 1992: Die Abenteuer des jungen Indiana Jones (The Young Indiana Jones Chronicles, Fernsehserie, eine Folge)
- 1994–1997: Highlander (Fernsehserie, zwei Folgen)
- 1996: Alles muss raus (Tout doit disparaître)
- 1996: Kommissar Navarro (Navarro, Fernsehserie, eine Folge)
- 1997: Brennender Asphalt (Ma 6-T va crack-er)
- 2000: Onkel Paul (Oncle Paul)
- 2005: Kiriku und die wilden Tiere (Kirikou et les bêtes sauvages)
- 2005–2014: Plus belle la vie (Fernsehserie, 90 Folgen)
- 2006: Als der Wind den Sand berührte (Si le vent soulève les sables)
- 2007: Hitman – Jeder stirbt alleine (Hitman)
- 2010: Ein Mann, der schreit (Un homme qui crie)
- 2010: Kennedys Hirn
- 2011: Strahlende Wüste (Qui sème le vent …)
- 2014: Mit innerer Überzeugung (Intime conviction)
- 2014: 1001 Gramm (1001 Gram)
- 2021: OSS 117 – Liebesgrüße aus Afrika (OSS 117: Alerte rouge en Afrique noire)